# Johann Benedict Carpzov III.
Johann Benedict Carpzov III. (* 25. Oktober 1675 in Dresden; † 8. September 1739 in Wittenberg) war Historiker, Jurist und Bürgermeister von Zittau.

## Leben
Johann Benedict Carpzovs Vater Samuel Benedict Carpzov war Oberhofprediger und Oberkonsistorialrat in Dresden, Kurfürst Johann Georg II. war sein Pate. Johann Benedict besuchte die Fürstenschule in Meißen, ging dann 1693 an die Universität von Wittenberg und 1697 zum Jurastudium an die Brandenburgische Universität Frankfurt. 1700 promovierte er dort zum Doktor der Rechte.
1701 wurde er zum Steuerprokurator im Meißnischen Kreis berufen. 1702 kam er nach Zittau, wo er das Amt des städtischen Syndikus übernahm. Carpzov kaufte 1708 für 7200 Taler das Gut Oberhasenberg, die Kaufsumme zahlte er bis 1720 in jährlichen Raten von 100 Talern ab. 1720 wurde er Bürgermeister von Zittau. 1716 erschien sein erstes bedeutendes historisches Werk, die Analecta Fastorum Zittaviensium. 1718 veröffentlichte er sein zweites Hauptwerk Neueröffneter Ehren-Tempel merkwürdiger Antiquitäten des Marggrafthums Ober-Lausitz, wofür er von den Ständen des Landes 200 Taler erhielt. 1729 wurde er von einer Untersuchungskommission des sächsischen Kurfürsten zusammen mit dem gesamten Zittauer Rat wegen Unregelmäßigkeiten in der Verwaltung abgesetzt. Nachdem Carpzov sein Bürgermeisteramt verloren hatte, ging er 1731 als Kreisamtmann nach Wittenberg. 1738 wird er als Kommissionsrat des Kurkreises und Amtmann zu Wittenberg bezeichnet. In letztgenannter Stadt ist er 1739 verstorben.

## Familie
Johann Benedict Carpzov hatte sich am 26. September 1701 mit Johanna Christina Reinhardt, die Tochter des königlich-polnischen und kurfürstlich sächsischen Kammer- und Bergrates Johann Friedrich Reinhardt (* 31. Mai 1648 in Cölln/Spree; † 13. Dezember 1721 in Dresden) und dessen Ehefrau Johanne Susanne (⚭ 1678 in Dresden, geb. Weck), verheiratet. Aus der Ehe gingen mehrere Kinder hervor. Von diesen kennt man:
1. Sohn Friedrich Benedict Carpzov, wurde Professor der Rechte an der Universität Wittenberg,
2. Tochter Eleonora Sophia Carpzov (* 8. Januar 1704 in Zittau, ~ 10. Januar 1704 ebenda; † 18. Juli 1756 ebenda) ⚭ 27. Juli 1723 in Zittau mit Johann Friedrich Ettmüller, (* 16. Januar 1697 in Zittau; † 28. Februar 1748 ebenda, □ 4. März 1748 ebenda),[3] Dr. jur., Syndikus und Ratsherr in Zittau, ⚭ II. 2. Januar 1750 mit Christian Oswald,
3. Tochter N.N., (* u. † 4. März 1706 in Zittau, Totgeburt)
4. Sohn August Benedict, (* 14. Oktober 1707 in Zittau;) 1711 Gym. Zittau,
5. Sohn Johann Friedrich, (* 6. Juli 1709 in Zittau; † Juli 1709 ebenda)
6. Tochter Friderica Wilhelmina, (* 10. Oktober 1710 in Zittau;)
7. Sohn Ludwig Benedict, (* 15. Februar 1712 in Zittau; † 4. Juli 1714 ebenda)
8. Tochter Charlotta Louisa, (* 11. Juni 1713 in Zittau;)
9. Sohn Traugott Ludwig, (* 29. März 1715 in Zittau; † 11. November 1753 in Augsburg), 1723 Gym. Zittau, wurde Kaufmann in Hirschberg, ⚭ Johanna Regina Ketzler, († 16. Dezember 1784 in Hirschberg),
10. Tochter Johanna Henrietta, (* 24. April 1717 in Zittau; † 1751) ⚭ 1740 Georg Matthias Bose, (* 22. September 1710 in Leipzig, † 17. September 1761 in Magdeburg), Professor der Physik an der Universität Wittenberg,
11. Tochter N.N., (* u. † 24. April 1718 in Zittau, Totgeburt)
12. Tochter Erdmuth Tugendreich, (* 1722 in Zittau) ⚭ Georg Friedrich Bärmann, (* 12(4). Oktober 1717 in Leipzig, † 6. Februar 1769 in Wittenberg), Professor für Mathematik an der Universität Wittenberg,

## Werke
- Memoria Heidenreichiana oder historischer Bericht von dem Leben Laurentii Heidenreichs, Esaias Heidenreichs, Johannis Heidenreichs. Leipzig 1715.
- Analecta fastorum Zittaviensium, oder historischer Schauplatz der löblichen alten Sechs-Stadt des Marggraffthums Ober-Lausitz Zittau. Zittau 1716.
- Neueröffneter Ehren-Tempel Merckwürdiger Antiquitäten des Marggraffthums Ober-Lausitz. Leipzig u. Budißin 1719.